# Batalha de Jilib
Batalha de Jilib foi um confronto armado da Guerra da Somália em 2006 travado entre a União dos Tribunais Islâmicos (UTI) e milícias afiliadas contra as forças da Etiópia e do Governo Federal de Transição da Somália pelo controle da cidade de Jilib. A batalha começou em 31 de dezembro de 2006, quando as forças da União dos Tribunais Islâmicos entrincheiraram e guarneceram a cidade para impedir que as forças etíopes e governamentais se aproximassem de Kismaayo, o último reduto dos islamistas.

## Antecedentes
Após a queda de Mogadíscio, aproximadamente 3.000 combatentes da União dos Tribunais Islâmicos recuaram para a cidade portuária de Kismayo, seu último reduto remanescente, a 500 quilômetros ao sul. Em Kismayo, o líder da UTI, xeque Sharif Sheikh Ahmed adotou uma postura desafiadora: "Não fugiremos de nossos inimigos. Nunca deixaremos a Somália. Permaneceremos em nossa terra natal".
Em Jilib, os islamistas usaram escavadeiras para preparar trincheiras e posições defensivas. A União dos Tribunais Islâmicos contava com cerca de 3.000 combatentes e 60 technicals equipados com armamento antitanques e antiaéreos. Pelo menos 4.700 pessoas fugiram da área antes dos combates.
No sábado, 30 de dezembro, as tropas conjuntas da Etiópia e do Governo de Transição da Somália chegaram à cidade de Jilib, a última grande cidade na estrada para Kismayo. O xeque Sharif Sheikh Ahmed pediu a seus soldados para que lutassem.

## Batalha
No domingo, 31 de dezembro, os combates começaram nas densas florestas de mangueiras perto de Helashid, a 18 quilômetros a noroeste de Jilib. Caças MiG, tanques, artilharia e morteiros etíopes atacaram as posições dos islamistas na incursão. Os residentes locais relataram que os militantes da União dos Tribunais Islâmicos haviam espalhado minas terrestres acionadas por controle remoto na estrada para Jilib. As forças etíopes e do Governo de Transição da Somália também atacaram Bulobaley com morteiros e foguetes.
Aproximadamente às 5 da manhã, houve um confronto pesado nos arredores da cidade de Jilib entre os combatentes islâmicos e as tropas do governo interino apoiadas pela Etiópia. Tanques e veículos blindados entraram em combate e o barulho do fogo da artilharia pesada foi ouvido na cidade vizinha de Jamame, conforme relatado pelos habitantes desta cidade.
O comandante islamista, o xeique Yusuf Hassan declarou: "O combate começou. Há numerosas perdas em ambos os lados", e acrescentou que "não vamos nos render. Lutaremos para defender Jilib e Kismayo até a morte".
O ministro das Relações Exteriores da Somália Ismail Mohammed Hurreh Buba (também escrito Esmael Mohamud Hurreh) declarou que a batalha estava favorável para o governo e que os combates em torno de Kismayo poderiam ser estendidos por mais dois dias. O ministro somali solicitou ajuda internacional para monitorar a costa da Somália e impedir que os combatentes islâmicos entrassem ou saíssem do país usando dhows, pequenas embarcações que poderiam tentar resgatar ou reforçar os islamistas em Kismayo. A força-tarefa marítima da Quinta Frota dos Estados Unidos, destinada ao Chifre da África e baseada em Djibuti, patrulhava a costa da Somália para impedir que os combatentes da União dos Tribunais Islâmicos realizassem um ataque ou transportassem combatentes, armas ou outros materiais por mar, segundo o capitão Kevin Aandahl.
Durante a noite os disparos da artilharia continuaram, fazendo com que as linhas defensivas da União dos Tribunais Islâmicos enfraquecessem. As forças islamistas acabariam se dispersando e abandonando Jilib e Kismayo. Às 10 da noite os combates cessaram. Por volta da meia-noite, a frente da União dos Tribunais Islâmicos em Jilib entrou em colapso e suas tropas começaram a fugir. Às duas horas da manhã, haviam se retirado de Kismayo. Os milicianos locais patrulhavam as ruas e saquearam as antigas propriedades dos islamistas. Foi relatado que os combatentes islamistas estavam fugindo para a ilha de Ras Kamboni, no sul da Somália, ou para a fronteira com o Quênia.
Como resultado, o governo de transição solicitou ao Quênia que cerrasse sua fronteira com a Somália. De acordo com a BBC, veículos blindados quenianos foram deslocados em direção à fronteira e o governo queniano declarou que medidas apropriadas foram tomadas.

## Resultado
Com a retirada da União dos Tribunais Islâmicos para a fronteira com o Quênia, as forças do Governo Federal de Transição avançaram lentamente em direção a Kismayo para evitar as muitas minas terrestres que haviam sido colocadas. Em 1 de janeiro de 2007, chegam a Kismayo, que foi tomada sem combates.
Posteriormente, as operações seriam destinadas a assegurar as fronteiras com o Quênia nos distritos de Afmadow e Badhadhe, na região de Jubbada Hoose. Aeronaves etíopes e helicópteros de ataque investiram na cidade de Doble (Dhoobley), em Afmadow, nas proximidades da fronteira queniana. Os ataques foram presumivelmente para atingir os elementos da União dos Tribunais Islâmicos que tentavam atravessar a fronteira. As combates terminaram depois da meia-noite.
Em 4 de janeiro, fontes afirmavam que as tropas da União dos Tribunais Islâmicos encontravam-se dispersas nos distritos de Afmadow e Badade, e possivelmente concentradas no antigo reduto do al-Itihaad al-Islamiya (AIAI), em Ras Kamboni. O Governo Federal de Transição e as forças etíopes informaram que tomaram o distrito de Afmadoow em 2 de janeiro; Dhobley, ao longo da fronteira com o Quênia, em 3 de janeiro; e estavam avançando até Badhaadhe, a capital do distrito ao norte de Ras Kamboni.